# Sufetula alychnopa
Sufetula alychnopa is een vlinder uit de familie van de grasmotten (Crambidae), uit de onderfamilie van de Lathrotelinae. De wetenschappelijke naam van deze soort is voor het eerst gepubliceerd in 1908 door Alfred Jefferis Turner.
De soort komt voor in Australië (Queensland).